# Washington Mutual

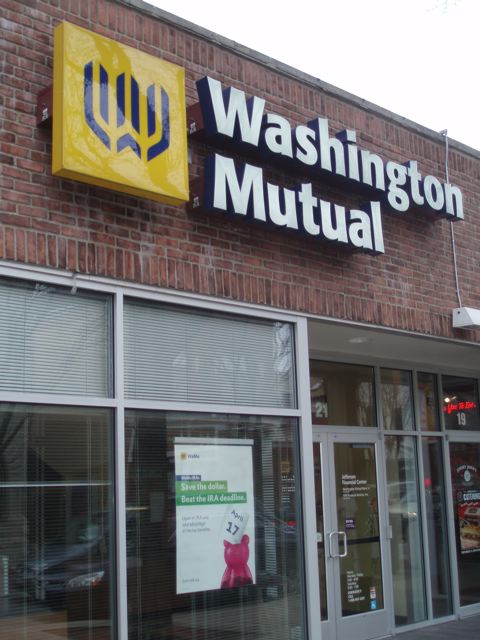
Pobočka WaMu v americkém městě Naperville

Washington Mutual Inc. byla bankovní holdingová společnost, jejíž největší součástí byla Washington Mutual Savings Bank – největší americká banka zaměřená na půjčky a úspory.
25. září 2008 americký regulátor bankovního trhu uzavřel spořitelnu krátce před 120. výročím jejího vzniku pro nedostatek likvidity. Aktiva zakoupila za 1,9 miliardy dolarů firma JPMorgan Chase. 25. září 2008 holdingová společnost zbankrotovala.